# 奥格
奥格，使用于丹麦的丹麥語名。其变体有使用于挪威的挪威语姓名奥耶，以及使用于瑞典的瑞典语姓名奥克。以下知名人物使用此名：
- 克努兹·奥格·尼尔森（1937年－），丹麦退役男子羽毛球运动员。
- 卡尔·奥格·汉森（1921年7月4日－1990年11月23日），丹麦前男子足球运动员。
- 奥格·瓦尔特（1897年4月21日－1961年12月5日），丹麦男子竞技体操运动员。
- 奥格·马里乌斯·汉森（1890年9月27日－1980年5月5日），丹麦男子竞技体操运动员。
- 奥格·约恩森（1900年1月22日－1972年9月4日），丹麦男子竞技体操运动员。
- 奥格·弗兰森（1890年10月18日－1968年3月24日），丹麦男子竞技体操运动员。
- 奥格·玻尔（1922年6月19日－2009年9月9日），丹麦核物理学家。